# 開普勒16
克卜勒16是在天鹅座這個星座中被克卜勒太空望遠鏡發現的食聯星系統。系統中的兩顆恒星都比太陽小；主星克卜勒16A是一顆K型主序星，伴星克卜勒16B是一顆M型紅矮星。兩顆星相隔0.22AU，每41天繞一個共同的質心完成一次軌道週期。
該系統在環雙星行星中有一顆已知的系外行星：土星大小的克卜勒16b。

## 發現與命名
開普勒16聯星系統是由克卜勒太空望遠鏡發現的。因為這個聯星系統是克卜勒太空望遠鏡發現的第16個恆星，因此得名「開普勒16」。克卜勒任務團隊的負責人勞倫斯·多伊指出，他們計算得出的開普勒16聯星系統數據的精確度是「太陽系外測量精度最高的」。例如，該恆星半徑的誤差值只有0.3%，直到2011年9月都比其他系外恆星誤差少。

## 恆星狀況
開普勒16系統的視星等為11.5，代表人類肉眼是看不見這顆星的，必須以望遠鏡觀測。這顆聯星估計距離地球200 光年（61 秒差距）。這個聯星系統中的兩顆恆星環繞質心公轉的公轉周期為41.079220 ± 0.000078天，而它們的半長軸則長0.22431 ± 0.00035 AU。這個聯星系統的離心率為0.15944 ± 0.00062，而軌道傾角則為90.30401 ± 0.0019°。

### 开普勒16A
开普勒16A是一個主序橙矮星，其恒星光譜分類為K。其質量為太陽質量的0.6897 ± 0.0035倍，而半徑則為太陽半徑的0.6489 ± 0.0013倍。這代表开普勒7比太陽輕31%，並且比太陽窄35%。這顆星的表面重力為4.6527 ± 0.0017 cgs。這顆星的估計金屬量為[Fe/H] = -0.3 ± 0.2，而有效溫度則為4450 ± 150 K。相比而言，太陽的有效溫度僅為5778 K，金屬量為[Fe/H] = 0.0122。

### 开普勒16B
开普勒16B是一個主序紅矮星，其恒星光譜分類為M。其質量為太陽質量的0.20255 ± 0.00065倍，而半徑則為太陽半徑的0.22623 ± 0.00059倍。這代表开普勒7比太陽輕80%，並且比太陽窄77%。這顆星的表面重力為5.0358 ± 0.0017 cgs。

## 星食與凌

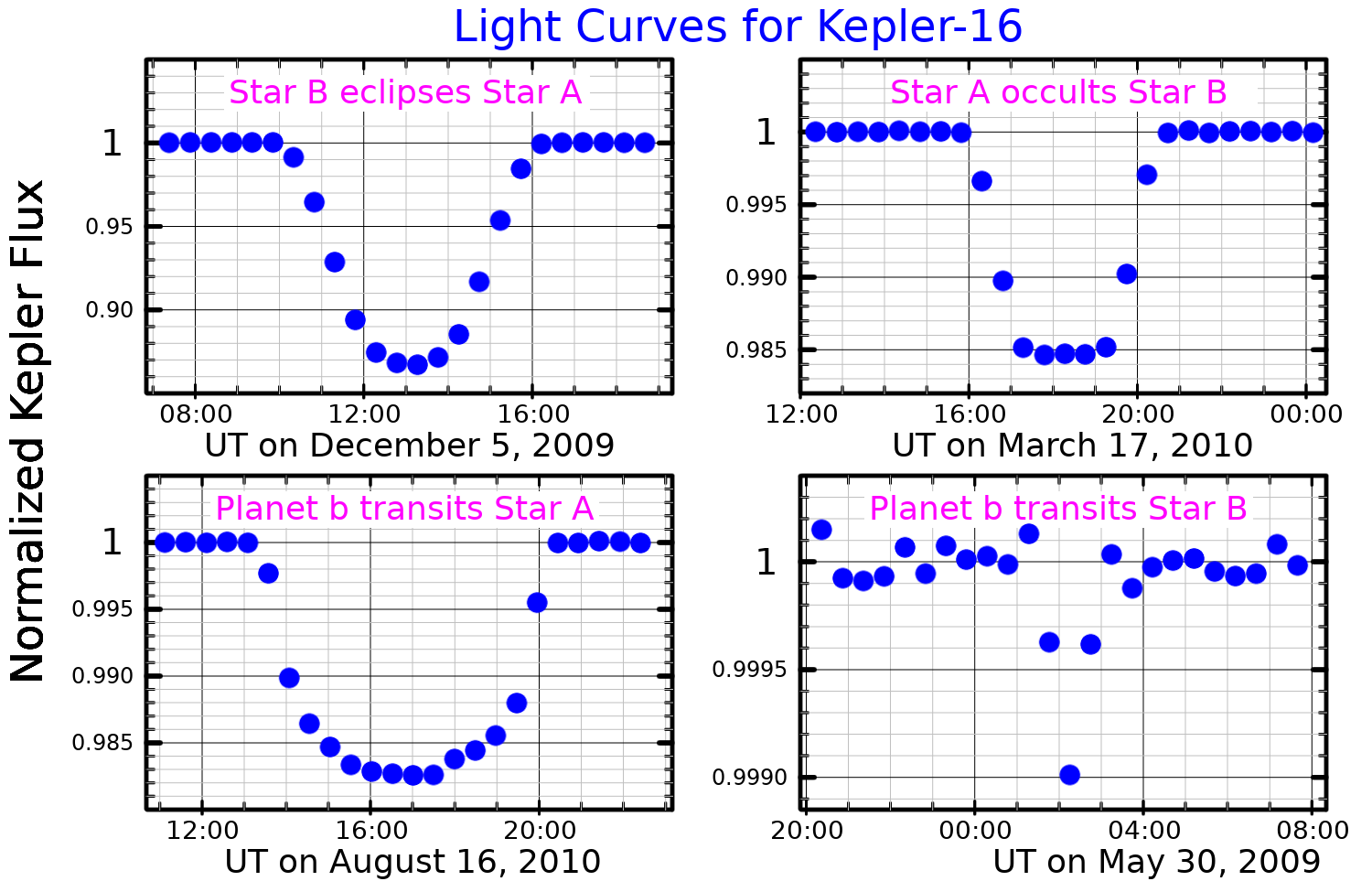
改編自多伊爾（Doyle0，2011年）等人的克卜勒16系統的光變曲線。

克卜勒16系統幾乎以側面朝向地球，兩顆恆星在軌道上互相遮掩。較大、較亮的主星被伴星掩蔽時間持續約6小時，亮度下降約0.15星等。伴星被主星掩蔽時見大約僅2小時，會完全被遮蔽，但整體亮度僅下降約0.02星等。  
還有一種由大型系外行星引起的淺食。當它凌主星時，亮度下降略高於次食。當它凌伴星時，亮度下降僅約0.001星等。

## 行星系統
開普勒16b是一個巨型氣體行星，環繞該系統的兩顆恆星。該行星質量是木星的三分之一，體積則稍小於土星，半徑是木星半徑的 0.7538 倍，但密度較土星稍大。其軌道是接近圓形，公轉週期228.776日。
該行星是由克卜勒太空望遠鏡發現，天文學家們是利用凌日法來發現到該行星。天文學家們還能利用凌日時的數據計算精確度極高的行星質量

畫家筆下的開普勒16系統，開普勒16A是黃色恆星，開普勒16B是橘紅色恆星，開普勒16b是紫色行星。

| 成員 (依恆星距離) | 质量     | 半長軸 (AU) | 轨道周期 (天) | 離心率 | 傾角 | 半径 |
| ----------------- | -------- | ----------- | ------------- | ------ | ---- | ---- |
| b                 | 0.333 MJ | 0.7048      | 228.776       | 0.0069 | —    | —    |